# Idaea monata
Idaea monata là một loài bướm đêm trong họ Geometridae.